# Carlos Coriolano Amador Fernández
Carlos Coriolano (o Coroliano) Amador Fernández (Medellín, 25 de marzo de 1835-Medellín, 13 de octubre de 1919) fue un abogado de profesión y empresario colombiano, uno de los más importante del siglo XIX. 

## Biografía
Uno de los empresarios colombianos del siglo XIX más importantes e investigado por los historiadores, Amador Fernández nació en Medellín en 1835, hijo de un exgobernador. Estudió Derecho en el Colegio Provincia del Antioquia, actual Universidad de Antioquia, antes de concluir sus estudios en Jamaica y Reino Unido. Posteriormente emprendió varios viajes a Europa y Estados Unidos. Incluso, llegó a tener un boleto para abordar el RMS Titanic, pero llegó un día tarde a Inglaterra.
Desarrolló su carrera empresarial en diversos sectores económicos, principalmente en la Minería, la Agricultura y el Comercio; aparece por primera vez en la escena empresarial en 1874, como uno de los fundadores de la Compañía Minera de Antioquia. Así mismo, gracias a su matrimonio en 1864 pasó a controlar la mayor parte de las acciones de la Sociedad Minera del Zancudo, entre cuyos socios se contaban Reinhold Paschke e Idelfonso Gutiérrez de Lara, diversificando las actividades de la empresa, llegando a impulsar la fundación del Banco del Zancudo. En esta misma empresa impulsó la construcción de las primeras fábricas de la región. Para finales del siglo XIX su empresa era la más grande del país y Amador el hombre más rico del país, llegando a aparecer en los billetes emitidos por su banco.
En la década de 1870 fue, junto con Pastor Restrepo Maya, el que introdujo el ganado Holstein en Antioquia. En 1888 estableció un molino para la producción de cacao, trigo, maíz y arroz, siendo el primer de este tipo en Antioquia. Para entonces ya tenía gran fortuna.
Financió y participó de la construcción de varias obras públicas, como lo fueron en 1889 la construcción de la Catedral de Villanueva con el arquitecto francés Carlos Carré y en 1894 la Plaza de Mercado de Guayaquil, para cuya construcción obtuvo el permiso exclusivo del Gobierno Local, y cuya concesión obtuvo en su totalidad. También participó en la construcción del puente colgante de Puente Iglesias, construido por José María Villa Villa.
También fundó varias Haciendas Cafeteras y trilladoras en Antioquia y Haciendas Ganaderas en Jericó y Cartago. En el campo de la construcción, financió parte de la colonización del suroeste antioqueño y la urbanización de varios barrios en Medellín, entre ellos el Barrio Miraflores.
El 19 de octubre de 1899, fecha en que estalló la Guerra de los Mil Días, llegó a Medellín, de Francia, con el primer automóvil, de marca De Dion-Bouton, que circuló en Colombia, razón por la cual se tuvo que "importar" a su chofer; este vehículo entró vía Puerto de Barranquilla, para después viajar por el Río Magdalena, en ferrocarril hasta Barbosa y en mulas a Medellín.
Fue socio de la empresa minera Ferrería de Amagá. Tuvo importante vínculos financieros con la casa comercial “Restrepo y Cía.”, propiedad del político y empresario Luciano Restrepo Escobar. También fue socio de la Empresa Colombiana del Telégrafo Eléctrico, la primera de comunicaciones que hubo en el país, y de la Sociedad Minera de Los Chorros.
En el campo político se desempeñó en múltiples ocasiones como Concejal de Medellín, llegando a presidir tal corporación, funcionario público durante la administración de Restrepo Escobar y diputado a la Asamblea Departamental de Antioquia (Llamada Asamblea del Estado hasta 1886) entre 1883 y 1889.
Emprendió muchos pleitos judiciales contras sus socios, asesorándose para tal fin de importantes abogados como Januario Henao Álvarez, Pedro Antonio Restrepo Escobar, Julián R. Cock y Luis E. Villegas.
Falleció en su ciudad natal en 1919. Su casa, construida por arquitectos extranjeros con materiales importados de Europa, y construida para su único hijo varón, Luis María, quien falleció en 1893, se convirtió en el Palacio Arzobispal de Medellín, eventualmente demolido.

### Vida personal
Era hijo del político y empresario cartagenero José Sebastián Amador López, que se llegó a desempeñar como Gobernador de la Provincia de Antioquia en 1851, y de María Ignacia Fernández Callejas.
Se casó en Medellín en 1864 con Lorenza Uribe Lema, hija del político y empresario José María Uribe Restrepo, que también fue Gobernador de la Provincia de Antioquia en 1841, y de Lorenza Lema Álvarez de Pino.
Tomaba su nombre en honor al militar romano Cayo Marcio Coriolano. 